# هنري تشارلز بوا
هنري تشارلز بوا (بالإنجليزية: Henri Charles Bois)‏ هو سياسي كندي، ولد في 8 فبراير 1897، وتوفي في 18 يوليو 1962. حزبياً، نشط في الحزب الليبرالي الكندي. وقد انتخب عضو مجلس الشيوخ الكندي.